# Amosis II

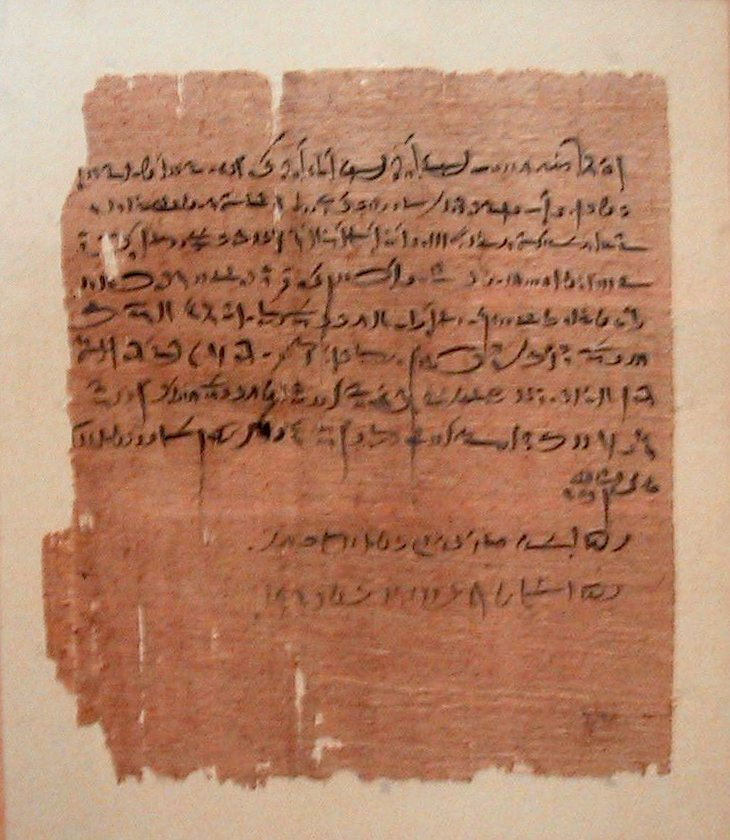
Contracte de parceria de l'època d'Amosis II. Louvre.

Amasis II, Jenemibra Ahmose, Ahmose II, o Àmasis (570 - 526 aC.) va ser faraó de la dinastia XXVI d'Egipte. Com a successor de Apries serà l'últim gran governant d'Egipte abans de la conquesta persa. La capital es trobava a Sais.
Manetó ho denomina Amosis i comenta que va regnar 42 anys, segons Juli Africà a la versió del monjo Jordi Sincel·le. Per a Eusebi de Cesarea, a la versió del monjo de Sincel·le i a la versió armènia, va regnar 44 anys. La major part de la informació sobre ell prové d'Heròdot encara que només pot ser verificada parcialment per proves de la seva època.

## Biografia
Amosis no era d'origen noble, segons l'historiador grec Heròdot. Una rebel·lió de soldats natius el va enlairar al poder. Aquestes tropes, tornant d'una desastrosa expedició a Cirene, van sospitar que havien estat traïts pel rei Apries, qui governava de la manera més absoluta amb el suport de mercenaris, i els seus companys d'Egipte es van solidaritzar amb ells plenament.
Amosis va aconseguir calmar la rebel·lió i liderar-los, sent proclamat sobirà pels rebels. Apries, que aleshores només podia confiar en els seus mercenaris, va ser derrotat i capturar al conflicte que es va produir a Memfis; l'usurpador va tractar l'il·lustre captiu amb gran indulgència, però finalment va ser persuadit i el va lliurar a les multituds que el van assassinar estrangulant-lo}.
Va ser enterrat en el seu panteó familiar de Sais. Una inscripció confirma l'esdeveniment de la lluita entre les tropes natives i les estrangeres, mostrant que Apries va morir i va ser enterrat honorablement a l'any tercer d'Amosis.
Encara que Amosis va ser criticat al començament del seu mandat, per no ser d'ascendència noble, va tenir el bon sentit de cultivar l'amistat del món grec i aliar-los amb Egipte com mai abans no va succeir.
Heròdot relata que sota la seva prudent administració Egipte va assolir alt grau de prosperitat; va adornar els temples del Baix Egipte, primordialment amb esplèndides naus (capelles monolítiques) i d'altres monuments que encara perduren.
Amosis va assignar als grecs la colònia comercial de Naucratis, al braç Canopico del riu Nil, i quan va cremar el temple de Delfos ell va contribuir amb 1.000 talents per reedificar-lo. Es va casar també amb una princesa grega denominada Ladice, filla de Battus, el rei de Cirene, i va entaular aliances amb Polícrates de Samos i Cressus de Lídia.
El seu regne va arribar probablement solament fins a la primera cataracta], però va dominar Xipre, i va tenir gran influència a Cirene. Al principi del seu llarg regnat, abans de la mort d'Apries, sembla haver sofert un atac per Nabucodonosor II en 568 aC. Cir II va deixar a l'Egipte en pau; però els últims anys d'Amosis van ser pertorbats per l'amenaça d'invasió de Cambises II i per la ruptura d'aliances amb Polícrates de Samos. El desastre va caure sobre el seu fill Psamètic III, a qui el citat rei persa va privar del seu regne després d'un mandat de solament sis mesos.

## Testimonis de la seva època

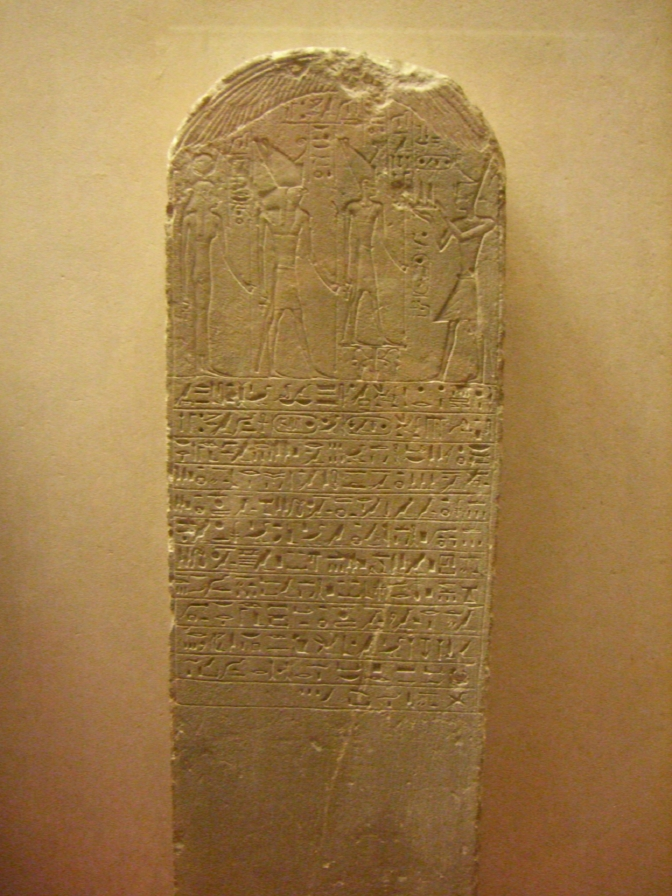
Estela de donació de terres, de l'època de Amosis II. Museu del Louvre.

- Va edificar un nou temple a Buto (Arnold)
- Temple d'Isis a Behbeit el-Hagar (Arnold)
- Treballs al temple de Neit a Sais (Arnold)
- Afegits al temple a Mendes (Arnold)
- Temple de Jentijety a Atribis (Arnold)
- Temple de l'Isis a Memfis, descrit per Heròdot (Arnold)
- Primer temple de l'Anubieión (Arnold)
- Reconstrucció del temple de Jentimeniu - Osiris, a Abidos (Arnold)
- Afegits al temple de Satet a Elefantina (Kaiser])
- Amoneión a l'oasi de Siwa (Arnold)
- Inscripció en una roca d'Elefantina (Petrie)
- Estela de Londres, del primer any, BM952 (Leahy)
- Blocs a Coptes, Karnak i File (Arnold)
- Blocs a Istabl Antar, Ain el-Muftella, i oasi de Baharya (Arnold)
- Bloc petri troba] a Memfis (Petrie/Mackay/Wainwright)
- Con de pedra esmaltat en blau, d'Heliòpolis (Saleh)

| Predecessor: Apries | Faraó Dinastia XXVI | Successor: Psamètic III |